# Guy-Roger Nzeng
Guy-Roger Nzeng (ur. 30 maja 1970 w Libreville) – gaboński piłkarz grający na pozycji obrońcy.

## Kariera klubowa
Karierę piłkarską Nzeng rozpoczynał w klubie Petrosport FC. Następnie w 1996 roku został zawodnikiem południowoafrykańskiego Orlando Pirates z Johannesburga. Grał w nim w sezonie 1996/1997, a następnie od 1997 do 1999 roku występował w greckim Paniliakosie. W sezonie 1999/2000 ponownie grał w Orlando Pirates, a w 2000 roku odszedł do AmaZulu FC z Durbanu. W 2002 roku ponownie zmienił klub i po raz kolejny został piłkarzem Orlando Pirates. W 2003 roku wywalczył z nim mistrzostwo RPA.
W 2004 roku Nzeng wrócił do Gabonu i grał w nim kolejno w klubach: TP Akwembe, FC 105 Libreville, US Oyem i ASC Mounana. W 2009 roku zakończył karierę piłkarską.

## Kariera reprezentacyjna
W reprezentacji Gabonu Nzeng zadebiutował w 1992 roku. W 1996 roku rozegrał 3 mecze w Pucharze Narodów Afryki 1996: z Liberią (1:2 i gol), z Demokratyczną Republiką Konga (2:0) i ćwierćfinale z Tunezją (1:1, k. 1:4).
W 2000 roku Nzeng został powołany do kadry na Puchar Narodów Afryki 2000. Tam wystąpił dwukrotnie: z Republiką Południowej Afryki (1:3) i z Algierią (1:3).